# Krasowszczyzna (rejon szarkowszczyński)
Krasowszczyzna (biał. Красоўшчына; ros. Красовщина) – wieś na Białorusi, w obwodzie witebskim, w rejonie szarkowszczyńskim, w sielsowiecie Hermanowicze.

## Historia
W czasach zaborów zaścianek i folwark w powiecie dzisieńskim, w guberni wileńskiej Imperium Rosyjskiego.
W latach 1921–1945 folwark, majątek i parcele leżały w Polsce, w województwie wileńskim, w powiecie dziśnieńskim, w gminie Hermanowicze.
Według Powszechnego Spisu Ludności z 1921 roku zamieszkiwało folwark 76 osób, 62 były wyznania rzymskokatolickiego, 10 prawosławnego a 4 ewangelickiego. Jednocześnie 51 mieszkańców zadeklarowało polską, 14 białoruską a 11 litewską przynależność narodową. Było tu 12 budynków mieszkalnych. W 1931 folwark w 3 domach zamieszkiwało 19 osób, majątek w 2 domach 26 osób a parcele liczyły 23 mieszkańców i 4 domy.
Wierni należeli do parafii rzymskokatolickiej w Hermanowiczach i prawosławnej w Nowym Pohoście. Miejscowość podlegała pod Sąd Grodzki w Łużkach i Okręgowy w Wilnie; właściwy urząd pocztowy mieścił się w Hermanowiczach.
W wyniku napaści ZSRR na Polskę we wrześniu 1939 miejscowość znalazła się pod okupacją sowiecką. 2 listopada została włączona do Białoruskiej SRR. Od czerwca 1941 roku pod okupacją niemiecką. W 1944 miejscowość została ponownie zajęta przez wojska sowieckie i włączona do Białoruskiej SRR.
Od 1991 w składzie niepodległej Białorusi.